# لوحة زمردية
اللوحة الزمردية، أو لوح الياقوت، والمعروفة أيضا «بطاولة سماراغدينا»، هي عمل اسطوري ينسب لهرمس ويقال أنه يحتوي على أسرار المادة الحية وطرق تحويلها. قدر الخيميائيين الأوروبيين أهميتها على مستوى عالي، اعتبروها أساس فنونهم في التقاليد الهرمسية. ذكر في اللوحة أن هرمس الهرامسة هو كاتب محتواها. إلا أن أول ذكر لمحتوى اللوحة ظهر باللغة العربية في الحقبة ما بين القرن السادس والثامن الميلادي. وتم ترجمة النص إلى اللغة اللاتينية في القرن الثاني عشر ميلادي. ومنثم، تبعها العديد من الترجمات والتفاسير. أدى المستويات المتعددة لمعاني نص اللوحة أدى نشؤ وتطور الأفكار حول حجر الفلاسفة، الإختبارات المخبرية، تحول طوري، العمل العظيم (أساس خلق حجر الفلاسفة)، العنصر التقليدي والعلاقة ما بين ماكروكوزوم (العالم الواسع، مثل الكون) والمايكروكوززم (العالم الصغير، مثل الذرة).

## تاريخ النص

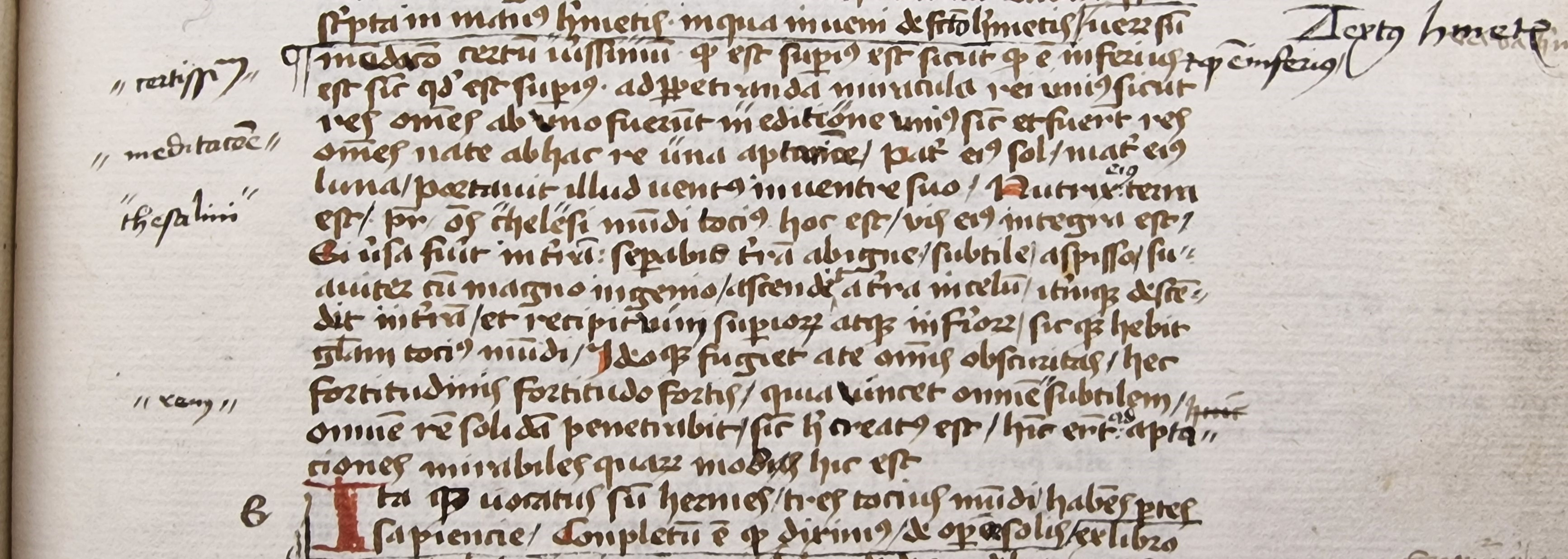
نص لاتيني شائع لمخطوط لوح الزمرد، مخطوطة MS Arundel 164, folio 155r من القرن الخامس عشر، في المكتبة البريطانية

ذكر في الكتاب أن المؤلف هو هيرمس مثلث العظمة، وهو اسطورة هيلينية تدمج بين هيرمس إله الإغريق وتحت إله الفراعنة. بالرغم من اتدعاء قدمه، هناك اقتناع أنه عمل عربي  كتب ما بين القرنين السادس والثامن بمسمى: «كتاب سر الخليقة وصنعة الطبيعة» والذي ينسب إلى باليناس الحكيم والمعروف بأبولينوس من تيانا  الذي ادعى أنه وجد اللوحة بيد رجل كبير السن جالسا على عرش ذهبي في مخباء تحت تمثال هيرمس وبأن نصه كتب في ساحق الزمان. وبعد باليناس، وجدت نسخة من اللوحة في كتاب "" لجابر بن حيان. ثم ترجمه هوغو فان سانتالا إلى اليونانية في القرن الثاني عشر. وظهرت طبعة أخرى في «كتاب سر الأسرار» في القرن الثالث عشر.

## نص اللوحة
هذا هو نص اللوحة كما يرد في المصدر الأقدم وهو كتاب سر الخليقة المنسوب إلى بلينوس (أو بليناس):

حق لا شك فيه صحيح

إن الأعلى من الأسفل والأسفل من الأعلى

عمل العجائب من واحد كما كانت الأشياء كلها من واحد بتدبير واحد

أبوه الشمس، أمه القمر

حملته الريح في بطنها، غذته الأرض

أبو الطلسمات، خازن العجائب، كامل القوى

نار صارت أرضا اعزل الأرض من النار

اللطيف أكرم من الغليظ

برفق وحكم يصعد من الأرض إلى السماء وينزل إلى الأرض من السماء

وفيه قوة الأعلى والأسفل

لأن معه نور الأنوار فلذلك تهرب منه الظلمة

قوة القوى

يغلب كل شيء لطيف، يدخل في كل شيء غليظ

على تكوين العالم الأكبر تكوّن العمل

فهذا فخري ولذلك سمّيت هرمس المثلّث بالحكمة